# Вулиця сповнена несподіванок
«Вулиця сповнена несподіванок» (рос. «Улица полна неожиданностей») — радянський повнометражний кольоровий художній фільм, поставлений на Кіностудії «Ленфільм» в 1957 році режисером Сергієм Сидельовим.
Прем'єра фільму в СРСР відбулася 21 січня 1958 року.

## Сюжет
Молодий сержант міліції Василь Шанєшкін виконує свої звичайні обов'язки. Тим часом бухгалтер Порфирій Петрович Смирнов-Алянський напився на ювілеї свого колеги, касира Івана Захаровича Воднєва. Порфирій залазить в будку регулювальника і перемикає світлофор, чим порушує рух транспорту на одній з вулиць Ленінграда. Василь Шанєшкін помилково затримує і доставляє до відділення міліції Воднєва, що супроводжував Порфирія і відмовляв від хуліганства. Воднєв виявляється батьком дівчини Василя — Каті. Василь визнає свою провину, але не наважується вибачитися. Це розладнує стосунки з Катею. Вона не вірить у розповіді Василя про свої добрі вчинки, як-от повернення загубленої дитини до матері.
Злочинець Володимир Званцев під виглядом молодого, але багатого, художника входить у довіру до родини Воднєва, і починає зустрічатися з Катею. Званцев дізнається як і коли Воднєв носить чемодан з грошима, де лежить 220 тисяч рублів. Сержант Шанєшкін спостерігає за ним і підозрює, що в того зловмисні наміри. Але Катя та різні інші люди виявляються невдячними до міліції. Шанєшкін уві сні заявляє людям, що не стане їм більше допомагати.
Двоє спільників Званцева відбирають у Воднєва чемодан і тікають. Шанєшкін, підозрюючи про підготовку пограбування, порушує дану уві сні заяву, біжить навздогін і затримує злочинців. Потім того ж дня він встигає на залік в інституті, де розповідає про свою пригоду. Шанєшкін зустрічає Катю та продовжує далі підтримувати порядок у місті.

## У ролях
- Леонід Харитонов — сержант міліції Василь Шанєшкін
- Всеволод Ларіонов — Володимир Званцев
- Георгій Чорноволенко — Іван Захарович Воднєв
- Яків Родос — Порфирій Петрович Смирнов-Алянський
- Джемма Осмоловський — Катя, дочка Воднєва
- Віра Карпова — Ліза, дочка Порфирія Петровича Смирнов-Алянського
- Ольга Порудолинська — Надія Павлівна
- Тамара Євгеньєвна-Іванова — Марія Михайлівна, дружина Смирнова-Алянського
- Євген Леонов — міліціонер Сердюков
- Георгій Семенов — майор Єгоров
- Олександр Орлов — продавець зоомагазину
- Саша Соболєва — «Козлик», вона ж «Светик», она же «Вогник» (загублена дівчинка)
- Людмила Макарова — Мама «Козлика»

## В епізодах
| - Костянтин Адашевський — швейцар в ресторані - Анатолій Абрамов — підпилий - Зоя Олександрова — Мамаєва - Ігор Боголюбов — перший рибалка - Майя Забулис — касирка в зоомагазині - Михайло Медведєв — Сергій Миколайович, товариш по службі Воднєва - Леонід Макарьєв — професор Познанський - Павло Первушин — грабіжник - Павло Рудаков — чоловік у відділенні міліції («Слухай, краще п'ятнадцять діб!») - Сергій Сорокін — акомпонує на гітарі" - Людмила Шкелко — сестра Василя Шанєшкіна - Сергій Філіппов — постовий на Університетській набережній та ін. - У титрах не вказані: - Володимир Васильєв — службовець Будтресту, товариш по службі Воднева | - Микола Гаврилов — посильний з квітами - Ніна Дробишева — студентка в окулярах, яка тікала від «переслідувача» Шанєшкіна - Кіра Крейліс-Петрова — перехожа в гонитві за грабіжником («Тримай його!») - Микола Кузьмін — одержувач грошей в касі Будтресту - Георгій Куровський — гість на ювілеї Воднева і на дні народження Каті - Рем Лебідєв — свідок події - Василь Максимов — професор університету - Олександра Матвієва — товаришка по службі Воднєва - Олександр Мельников — бухгалтер - Євген Новиков — «облитий» перехожий - Віктор Новосельський — міліціонер - Марія Призван-Соколова — дружина у відділенні міліції - Лев Степанов — п'яний хуліган, якого «виловлюють» з фонтану в Петергофі; громадянин на Ісаакіївській площі на уявному виступі Шанєшкіна - Ілля Рутберг — хуліган (перша роль у кіно) - Аркадій Трусов — громадянин, слухач уявного виступу Василя Шанєшкіна на Ісаакіївській площі - Ніна Ургант - Микола Шавикін — п'яний хуліган біля фонтана - Сергій Юрський — перехожий з булочкою і в жовтому капелюсі |

## Знімальна група
- Автор сценарію — Леонід Карасьов
- Режисер-постановник — Сергій Сидельов
- Головний оператор — Сергій Іванов
- Художник — Віктор Савостін
- Режисер — Катерина Сердечкова
- Оператор — Володимир Грамматиков
- Композитор — Надія Симонян
- Текст пісень — Олександра Чуркіна
- Звукооператор —  Ірина Черняхівська
- Консультант — Ю. Лук'янов
- Монтаж — Раїса Ізаксон
- Оркестр Ленінградської державної філармонії
  - Диригент — Микола Рабинович
- Директор картини — Поліна Борисова

## Музична доріжка
У фільмі звучить романс санкт-петербурзького композитора і диригента XIX століття Андрія Оппеля «Забули ви!» («Дивлячись на промінь пурпурового заходу…»), на вірші російського поета і перекладача Павла Козлова. Аккомпонірует на гітарі знаменитий російський гітарист, акомпаніатор і співак Сергій Сорокін.

## Неточності
- Володимир Званцев розповідає касиру Водневу про Канарських островах, але при цьому неправильно вимовляє назву острова Тенерифе, сказавши «Тенерире».

## Відео
Фільм випущений на відеокасетах студією 48 годин в 1990-і роки, перевипущена з 2000 року студією «Ленфільм Відео». Також в 2000-і роки фільм випущений на DVD тієї ж студією та об'єднанням «Крупный план» тільки відреставровану версію.